# Кампања
За истоимену област у Италији види Кампанија.
Кампања је организовани, интензиван напор да се оствари неки циљ. У случају политичке борбе, циљ може бити задобијање подршке јавности, у различите сврхе, као на пример да се прикупе средства, победи на изборима или да се повећа чланство у организацији. Кампања може бити и негативна, са циљем нарушавања угледа противника. За достизање циља потребно је понекад покренути и реализовати већи број кампања, као што је то често случај у рату приликом постизања ратних циљева. Кампање се у рату чешће називају ратним походима.